# Liste der Monuments historiques in Aubeterre
Die Liste der Monuments historiques in Aubeterre führt die Monuments historiques in der französischen Gemeinde Aubeterre auf.

## Liste der Objekte
| Bezeichnung                      | Beschreibung                                                  | Standort                                       | Kennzeichnung | Schutzstatus | Datum | Bild |
| -------------------------------- | ------------------------------------------------------------- | ---------------------------------------------- | ------------- | ------------ | ----- | ---- |
| Skulptur Madonna mit Kind        | Kalkstein, farbig gefasst, Ende des 15. Jahrhunderts          | in der Kirche Purification-de-la-Vierge (Lage) | PM10000055    | Classé       | 1911  |      |
| Skulptur eines heiligen Bischofs | Kalkstein, farbig gefasst, 14. Jahrhundert                    | in der Kirche Purification-de-la-Vierge (Lage) | PM10000054    | Classé       | 1911  |      |
| Skulptur Johannes der Täufer     | Kalkstein, farbig gefasst, erste Hälfte des 19. Jahrhunderts  | in der Kirche Purification-de-la-Vierge (Lage) | PM10000058    | Classé       | 1974  |      |
| Zelebrantenstuhl                 | Holz, Stoff, Ende des 18. Jahrhunderts                        | in der Kirche Purification-de-la-Vierge (Lage) | PM10004799    | Inscrit      | 1985  |      |
| Kirchenfenster                   | aus dem 16. Jahrhundert                                       | in der Kirche Purification-de-la-Vierge (Lage) | PM10000057    | Classé       | 1913  |      |
| Skulptur Heilige Margaretha      | Holz, erste Hälfte des 16. Jahrhunderts; verschwunden         | in der Kirche Purification-de-la-Vierge (Lage) | PM10000056    | Inscrit      | 1911  |      |
| Bodenpflaster                    | ca. 25 m² Keramikfliesen, um 1300 und aus dem 16. Jahrhundert | in der Kirche Purification-de-la-Vierge (Lage) | PM10004798    | Inscrit      | 1985  |      |